# 为了留尼汪
为了留尼汪（法語：Pour La Réunion，缩写为PLR）是留尼汪的一个左翼政党。该党成立于2012年5月13日，分裂自留尼汪共产党。该党的意识形态是后马克思主义、地区主义、欧洲怀疑主义、民主社会主义。该党的主席是Huguette Bello。该党的总部位于圣保罗。该党是新人民阵线的成员。2023年，该党有1100名党员。